# Giovanni Battista Gallicciolli
Giovanni Battista Gallicciolli o Gallizioli (Venezia, 17 maggio 1733 – Venezia, 12 maggio 1806) è stato un filologo, ebraista e storico italiano.

## Biografia
Figlio di Paolo e di Adriana Grismondi, ricevette una prima istruzione presso Jacopo Scattaia, mediocre precettore. Nel 1749 entrò nel clero e cominciò a dedicarsi agli studi, spaziando dalla teologia alla filosofia, dalla storia alla letteratura antica e soprattutto alle lingue orientali, in particolare l'ebraico (suo maestro fu il rabbino Simone Calimani), il siriaco e il caldeo; ebbe anche nozioni di inglese e francese, nonché di matematica e geometria.
Per un periodo fu occupato come insegnante privato, ma nel dicembre 1782 venne chiamato a ricoprire la cattedra veneziana di lingua greca ed ebraica. Non trova riscontri documentari quanto sostenuto da alcuni biografi, ovvero che il Gallicciolli avesse respinto la cattedra di lingue orientali all'Università di Parma; di certo, rifiutò la proposta di Andrea Querini che lo voleva all'Università di Padova. Accettò, invece, di insegnare gratuitamente il greco ai maestri del seminario patriarcale di Venezia.
Sino alla fine della sua esistenza, si divise tra l'attività di erudito e filologo e quella di sacerdote a San Cassiano, sua parrocchia natia.
Sin dagli esordi il Galliccioli si distinse, non solo a Venezia, come grande conoscitore della lingua e della cultura ebraica. Tra il 1774 e il 1805 fu in stretto contatto con Giovanni Bernardo De Rossi, con il quale intrattenne un epistolario incentrato su questioni filologiche. Fu inoltre amico di Jacopo Nani e Andrea Memmo, per i quali studiò antiche iscrizioni e codici.

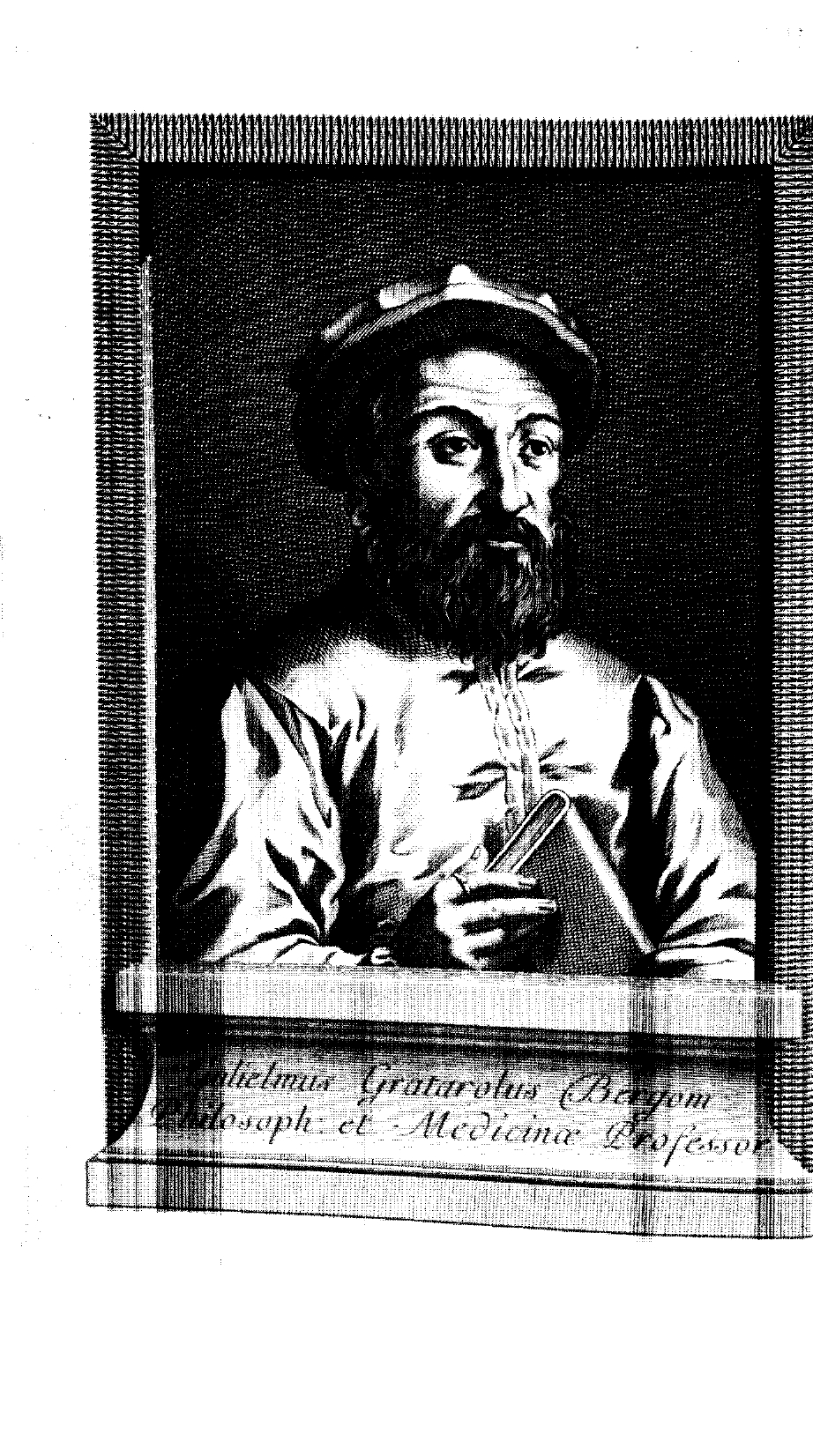
Della vita degli studi e degli scritti di Gulielmo Grataroli filosofo e medico, 1788

La prima importante pubblicazione a dargli risalto, specialmente nell'ambito della patristica, fu il S. Gregorii papae I cognomento Magni Opera omnia, edizione delle opere di san Gregorio Magno data alle stampe tra il 1768 e il 1776. Nell'introduzione l'autore sottolineava le innovazioni su cui si era basato il lavoro, incentrato sulla collazione sui codici della biblioteca Marciana e su quelli del vescovo di Torcello Giovanni Nani.
Nel 1778 pubblicò una biografia sul medico e filosofo Guglielmo Grataroli.

## Opere
- S. Gregorii papae I cognomento Magni Opera omnia, tra 1768 e 1776
- Della vita degli studi e degli scritti di Gulielmo Grataroli filosofo e medico, Bergamo, Stamperia Locatelli, 1788.
- Delle memorie Venete antiche, profane ed ecclesiastiche, Venezia, Domenico Fracasso, 1795.